# Alcalá de Henares
Alcalá de Henares (španjolski: Utvrda na rijeci Henares) je grad koji se nalazi 35 km sjeveroistočno od Madrida, na rijeci Henares, i drugi je po veličini grad madridske autonomne zajednice. Grad je poznat i jednostavno kao Alcalá, no dodaje se "de Henares" kako bi ga se razlikovalo od mnogih drugih gradova koji imaju isto ime (naime Alcalá dolazi od arapske riječi "al-qal'a القلعة" što znači utvrda). Grad je i glavni grad istoimene pokrajine, a od 1998. godine njegovo povijesno središte sa starim sveučilištem (prvim planiranim sveučilištem na svijetu) je upisano kao UNESCO-ova svjetska baština.
Alcalá ima veliku populaciju internacionalnih studenata koji najviše studiraju španjolski jezik. Također je poznata po velikoj i dobro znanstveno istraženoj populaciji bijelih roda.

## Povijest
Gradsko područje je bilo naseljeno još u bakreno doba, a Rimljani su osvojili ovo područje u 1. stoljeću pr. Kr. i izgradili su grad Complutum preko starijeg keltskog naselja Iplacea. Bio je jedini rimski grad u današnjem području Madrida i imao je oko 10.000 stanovnika, te je dobio titulu municipiuma s vlastitom upravom. Vizigoti ga osvajaju u 5. stoljeću i grad počinje propadati, ali je u isto vrijeme postao mjesto hodočašća svetih Justa i Pastora, školaraca koji su mučenički ubijeni za progona kršćana koje je vodio car Dioklecijan.
Mauri ga osvajaju 711. godine, ali grad grade na obližnjem brdu oko utvrde Al-qal'a (arapski: utvrda), današnja četvrt "Stara Alcalá" (Alcalá la Vieja). Dana 3. svibnja 1118. godine, grad je osvojio nadbiskup Toleda za Kastiljsko kraljevstvo i grad je potpao pod jurisdikciju Biskupije Toleda. Kršćani su grad ponovno vratili u "Četvrt sv. Justa", na izvorne rimske temelje, a arapski dio grada je napušten. Sve do kraja rekonkviste grad je imao židovsku i maursku četvrt, te obnovljenu tržnicu, a zahvaljujući strateškom položaju bio je često rezidencijom kastiljskih kraljeva kada su ovi putovali prema jugu. Tu su se, u kući Casa de la Entrevista, kršćanski vladari, Izabela I. Kastiljska i Ferdinand II. Aragonski susreli s Kolumbom prije njegova puta prilikom kojega je otkrio Ameriku.
Kardinal Cisneros je 1496. godine osnovao sveučilište Universidad Complutense (latinski: Sveučilište Alcalaca) koje je postalo prestižna renesansna znanstvena institucija. Miguel de Cervantes je rođen u Alcali 1547. godine, a njegov datum rođenja, 9. listopada, je postao gradski praznik, Festival Cervantes.
Na prijelazu iz 19. u 20. stoljeće gradska populacija je znatno opala, s 60.000 na oko 10.000 stanovnika, što je bila indirektna posljedica preseljenja slavnog Sveučilišta u Alcali u Madrid, gdje je zadržalo svoje ime. Grad je veoma stradao za vrijeme Španjolskog građanskog rata.
Danas grad obilježava datum Cervantesove smrti, 23. travanj, dodjelom "Cervantesove nagrade", najprestižnije književne nagrade u svim zemljama u kojima se govori španjolski jezik, a uručuje je osobno španjolski kralj.

## Znamenitosti
Središte grada je uglavnom nepromijenjeno od srednjovjekovnih ulica s mnogim povijesnim građevinama. Najslavniji je Cervantesov trg (Plaza de Cervantes) koja je presječena glavnom pješačkom ulicom (Calle Mayor).
- Magistralna katedrala sv. Justusa i Pastora (Santa e Insigne Catedral-Magistral de los Santos Justo y Pasto) ili Katedrala svete Djece (Catedral de los Santos Niños) je gotička građevina izgrađena od 1497. do 1514. godine na temeljima vizigotske katedrale iz 7. st. koja je opet bila izgrađena preko starokršćanske kapele sv. Justusa i Pastora iz 414. godine. Gradio ju je kardinal Cisneros, koji je zaslužan i za osnivanje Sveučilišta u Alcali. Toranj je podignut u 16., a klaustar i kapela sv. Petra u 17. stoljeću. Iako je još 1905. godine bila proglašena nacionalnim spomenikom, potpuno je spaljena, a unutrašnjost uništena, tijekom Španjolskog građanskog rata. Tek je 1991. godine obnovljena biskupija Alcala i dobila je titulu "magistralne katedrale" (koju ima još samo katedrala sv. Petra u Leuvenu, Belgija) što znači da kanonom katedrale može biti samo osoba s doktoratom teologije.
- Sveučilište u Alcali ( Universidad de Alcalá de Henares) je najveći ponos grada, a njegove zgrade su raspršene cijelim gradom s dva središta u dva kampusa. Sjeverni kampus ima znanstvene odjele i studentski dom, dok središnji ima odjele društvenih znanosti, uključujući slavni pravni fakultet. osnovao ga je kardinal Cisneros 1496. godine i postalo je poznato tijekom renesanse kao jedno od vodećih znanstvenih institucija čiji je oblik i arhitektura utjecala na mnoge druge institucije, osobito u Amerikama. Sveučilište se zbog financija preselilo u Madrid 1836. godine, a Novo sveučilište je osnovano, u starim prostorijama, ponovno 1977. godine.

- Katedrala u Alcali
- Grobnica kardinala Cisnera
- Nadbiskupska palača
- Cervantesov trg
- Paseo de la estación (Prolaz postaje) zimi

## Gradovi prijatelji
| - Fort Collins, SAD - Talence, Francuska - Alba Iulia, Rumunjska - San Diego, SAD | - Cambridge, Ujedinjeno Kraljevstvo - Lublin, Poljska - Guanajuato, Meksiko |